# مستیا
مستیا (به لاتین: Mestia) یک منطقهٔ مسکونی در گرجستان است که در سامگرلو-زمو سوانتی واقع شده‌است. مستیا ۱٬۹۷۳ نفر جمعیت دارد و ۱٬۵۰۰ متر بالاتر از سطح دریا واقع شده‌است.

## خواهرخوانده
شهر سن جیمینیانو خواهرخواندهٔ مستیا هست.